# شهرستان آنشی
شهرستان آنشی (به لاتین: Anxi County) یک منطقهٔ مسکونی در چین است که در کوانژو واقع شده‌است.